# Vladimir Giljarovski

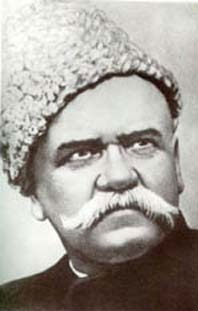
Vladimir Giljarovski

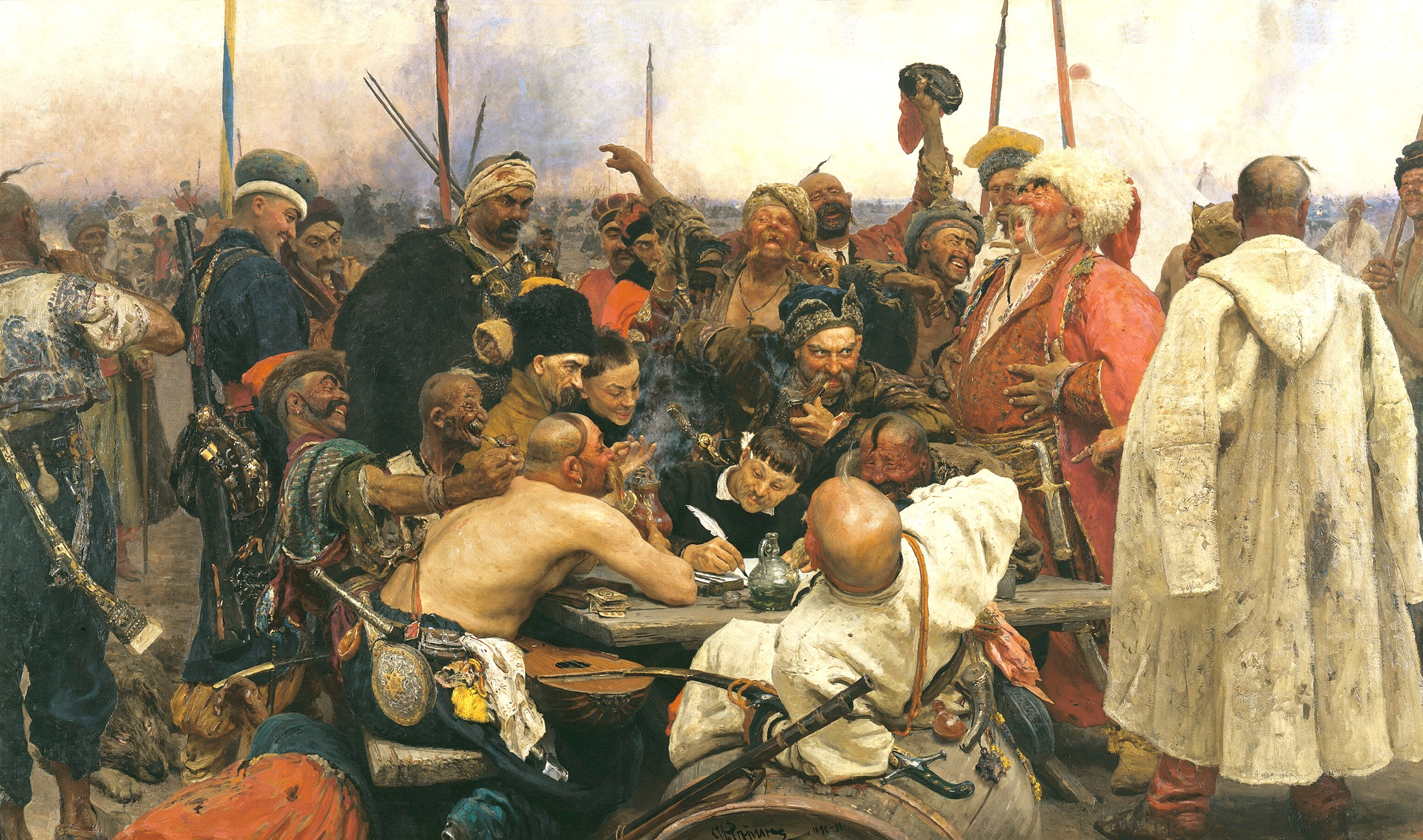
Repins schilderij De Zaporozje-Kozakken schrijven de Turkse sultan een brief. De lachende Kozak in rode mantel is Giljarovski

Vladimir Aleksejevitsj Giljarovski (Russisch: Влади́мир Алексе́евич Гиляро́вский) (oblast Vologda, 8 december 1855 – Moskou, 1 oktober 1935) was een Russisch schrijver en journalist.

## Leven en werk
Giljarovski werd geboren in een Kozakkenfamilie. In 1877 ging hij voor een militaire opleiding naar Moskou, waarna hij vocht in de Russisch-Turkse Oorlog (1877-1878). In 1881 vestigde hij zich definitief in Moskou, trouwde in 1884 met lerares Maria Moersina, en probeerde aanvankelijk aan het werk te komen als toneelspeler. Hij raakte bevriend met Anton Tsjechov en onder diens invloed begon hij midden jaren tachtig korte verhalen en schetsen te schrijven voor kranten en tijdschriften, later gebundeld in De mensen uit de achterbuurt. Na 1890 was hij vooral actief als reportagejournalist en bleef dat tot op hoge leeftijd. Giljarovski schreef voornamelijk over het leven van alledag in Moskou, veelal over de onderkant van de samenleving, met een groot gevoel voor menselijke verhoudingen en uiteindelijk ook veel kennis van het Moskouse stadsleven. “Ik ben een Moskoviet”, schreef hij in het voorwoord van zijn bekende bundeling Moskou en de Moskovieten (1926): “hoe gelukkig is de man die dat woord uitspreken kan”. Na de Russische Revolutie schreef hij vooral nog memoires.
Het dubbele in de figuur Giljarovski is zijn nadrukkelijk streven om een echte Moskoviet te zijn enerzijds en het niet kunnen loslaten van zijn typische Kozakkenuiterlijk anderzijds. Dat laatste kan overigens niet geheel los worden gezien van zijn plek in de Russische literatuur- en kunstgeschiedenis, al is het maar om zijn beroemde pose voor het schilderij van Ilja Repin De Zaporozje-Kozakken schrijven de Turkse sultan een brief. Hij stond ook model voor de figuur van Taras Boelba op het Gogol-monument in Moskou.
Giljarovski stierf in 1935. In Moskou werd later een straat naar hem genoemd.